# Індійський інститут наукової освіти та досліджень у Берхампурі
Індійський інститут наукової освіти та досліджень у Берхампурі (IISER Berhampur) — державний науково-дослідний інститут у Берхампурі, штат Одіша, Індія. Заснований Міністерством розвитку людських ресурсів з метою сприяння вищому науковому навчанню та науковим дослідженням, а також науковим дослідженням на бакалаврському та аспірантському рівнях. IISER Berhampur визнаний урядом Індії як Інститут національного значення. Інститут розпочав свою діяльність з 2016–17 навчального року. Це одне з семи відділень Індійських інститутів наукової освіти та досліджень в Індії.

## Історія
Індійські інститути наукової освіти та досліджень (IISER) були створені у 2006 році розпорядженням Міністерства розвитку людських ресурсів Індії у статусі інститутів національного значення для сприяння якісній освіті та дослідженням в галузі фундаментальних наук. Незабаром після оголошення, того ж 2006 року були відкриті перші два інститути, у Пуне та Колкаті. Далі створені інститути в Могалі (2007), Бхопалі та Тривандрумі (2008), Тірупаті (2015) та Берхампурі (2016). Кожен IISER є автономною інституцією з правом присудження наукових ступенів.

## Кампус
IISER Berhampur наразі функціонує зі свого тимчасового містечка на території Government Industrial Training Institute Berhampur. Постійний кампус будується в Лаудіграмі поблизу Берхампура.

## Академічні програми
IISER Berhampur спочатку пропонує інтегровану програму BS-MS, інтегровану PhD та PhD. Вступ до цієї програми здійснюється за узгодженням з іншими IISER через спільну програму вступу.